# Conyza atrixioides
Conyza atrixioides là một loài thực vật có hoa trong họ Cúc. Loài này được Chiov. mô tả khoa học đầu tiên năm 1924.